# Dia Internacional das Montanhas
A Assembleia Geral das Nações Unidas decide declarar o dia 11 de dezembro, como o Dia Internacional das Montanhas.

## Dia Internacional das Montanhas 2023
Em 20 de dezembro de 2002, a Assembleia Geral das Nações Unidas, por meio da Resolução 57/245, “decide declarar o dia 11 de dezembro como o Dia Internacional das Montanhas, a partir de 11 de dezembro de 2003, e incentiva a comunidade internacional a organizar eventos em todos os níveis nesse dia para destacar a importância do desenvolvimento sustentável das montanhas”.
A restauração dos ecossistemas montanhosos
Este tema foi selecionado para incluir totalmente as montanhas na Década das Nações Unidas para a Restauração de Ecossistemas 2021–2030, coliderada pela Organização das Nações Unidas para a Alimentação e a Agricultura e o Programa das Nações Unidas para o Meio Ambiente. A Década é uma oportunidade para reunir apoio político, investigação científica e recursos financeiros para ampliar significativamente a restauração e prevenir uma maior degradação dos ecossistemas montanhosos.
O recente acordo sobre biodiversidade da Conferência das Nações Unidas sobre Biodiversidade de 2022 — que se compromete a proteger 30% das terras, oceanos, zonas costeiras e águas interiores da Terra até 2030 — proporciona um impulso para revitalizar e proteger as paisagens montanhosas.
A Assembleia Geral das Nações Unidas também proclamou recentemente o período 2023–2027 como “Cinco anos de ação para o desenvolvimento das regiões montanhosas” na sua resolução trienal sobre o desenvolvimento sustentável das montanhas. Os seus objetivos são atrair subvenções e investimentos para as montanhas, desenvolver economias e tecnologias “verdes”, criar mecanismos para reforçar a cooperação entre países montanhosos e desenvolver a ciência e a educação no domínio do desenvolvimento sustentável das montanhas.

O Dia Internacional das Montanhas 2023 é uma oportunidade para aumentar a consciencialização sobre a relevância dos ecossistemas montanhosos e apelar a soluções baseadas na natureza, melhores práticas e investimentos que criem resiliência, reduzam a vulnerabilidade e aumentem a capacidade das montanhas de se adaptarem às ameaças diárias e aos eventos climáticos extremos.— Organização das Nações Unidas para Alimentação e Agricultura 

## A importância das montanhas
“Os ecossistemas de montanha são fundamentais para as vidas de mais da metade da população mundial”, afirma a secretária-geral assistente das Nações Unidas e chefe do escritório de Nova Iorque da ONU Meio Ambiente, Satya Tripathi. “Eles são fonte de água, energia, agricultura e outros bens e serviços essenciais. Mas eles estão desaparecendo diante de nossos olhos”.
Alpinistas também têm a responsabilidade de proteger as paisagens onde se divertem. Para aumentar a conscientização sobre os desafios enfrentados por ecossistemas e comunidades montanhosos, será necessária a cooperação entre todos os atores interessados.
Por isso a ONU Meio Ambiente implementa uma parceria com a Federação Internacional de Escalada e Montanhismo (UIAA), a fim de fortalecer a proteção ambiental nessas regiões. A colaboração inclui o treinamento de guias em questões de sustentabilidade, em colaboração com a Federação Internacional de Associações de Guias de Montanha (IFMGA). Um exemplo é a sensibilização de alpinistas visando reduzir o lixo abandonado nessas frágeis paisagens.
As montanhas cobrem cerca de 27% da superfície terrestre e abrigam cerca de metade dos hotspots de biodiversidade do mundo. Sendo as torres de água do mundo, fornecem água doce a cerca de metade da humanidade. As montanhas são o lar de uma extraordinária variedade de plantas e animais e de muitas comunidades culturalmente diversas, com diferentes línguas e tradições. Desde a regulação climática e serviços de abastecimento de água até à manutenção e conservação do solo, as montanhas são fundamentais para as nossas vidas e meios de subsistência.
No entanto, as montanhas estão sofrendo os impactos das alterações climáticas e do desenvolvimento insustentável, aumentando os riscos para as pessoas e para o planeta. As alterações climáticas ameaçam o fluxo de água e o rápido aumento das temperaturas está forçando as espécies montanhosas e as pessoas que dependem destes ecossistemas a adaptar-se ou a migrar. Encostas íngremes significam que o desmatamento de florestas para agricultura, assentamentos ou infraestrutura pode causar erosão do solo, bem como a perda de habitat. A erosão e a poluição prejudicam a qualidade da água que flui a jusante. Conforme o Painel Intergovernamental sobre Mudanças Climáticas, até 84 por cento das espécies endêmicas de montanha estão em risco de extinção, enquanto as populações de uma série de outras espécies vegetais e animais montanhosas deverão diminuir e enfrentar a extinção.

## Temas anteriores
| Ano  | Tema |
| ---- | --- |
| 2023 | “A restauração dos ecossistemas montanhosos” |
| 2022 | “As Mulheres Movem Montanhas” |
| 2021 | “O turismo sustentável nas montanhas” |
| 2020 | “A biodiversidade das montanhas” |
| 2019 | “As montanhas são importantes para os jovens” |
| 2018 | “As montanhas são importantes (#MountainsMatter)”                                                                                                 |
| 2017 | “Montanhas sob pressão: clima, fome, migração” |
| 2016 | “Culturas da montanha: celebrando a diversidade e fortalecendo a identidade”                                                                      |
| 2015 | “A promoção de produtos das montanhas para melhorar os meios de subsistência”                                                                     |
| 2014 | “Agricultura de montanha” |
| 2013 | “Montanhas — chave para um futuro sustentável”«Día Internacional de las Montañas». www.un.org (em espanhol). Consultado em 19 de novembro de 2023 |
| 2012 | “Celebração da vida nas montanhas” |
| 2011 | “Florestas de montanha, as raízes do nosso futuro”                                                                                                |
| 2010 | “Povos indígenas e minorias nas montanhas” |
| 2009 | “Gerenciamento de risco de desastres em regiões montanhosas”                                                                                      |
| 2008 | “Segurança alimentar nas montanhas” |
| 2007 | “Enfrentando a realidade: mudança climática em áreas montanhosas”                                                                                 |
| 2006 | “Gerenciando a biodiversidade das montanhas para uma vida melhor”                                                                                 |
| 2005 | “Turismo nas montanhas: beneficiando os pobres”                                                                                                   |
| 2004 | “Paz: chave para o desenvolvimento nas montanhas”                                                                                                 |